# Bebelsheim

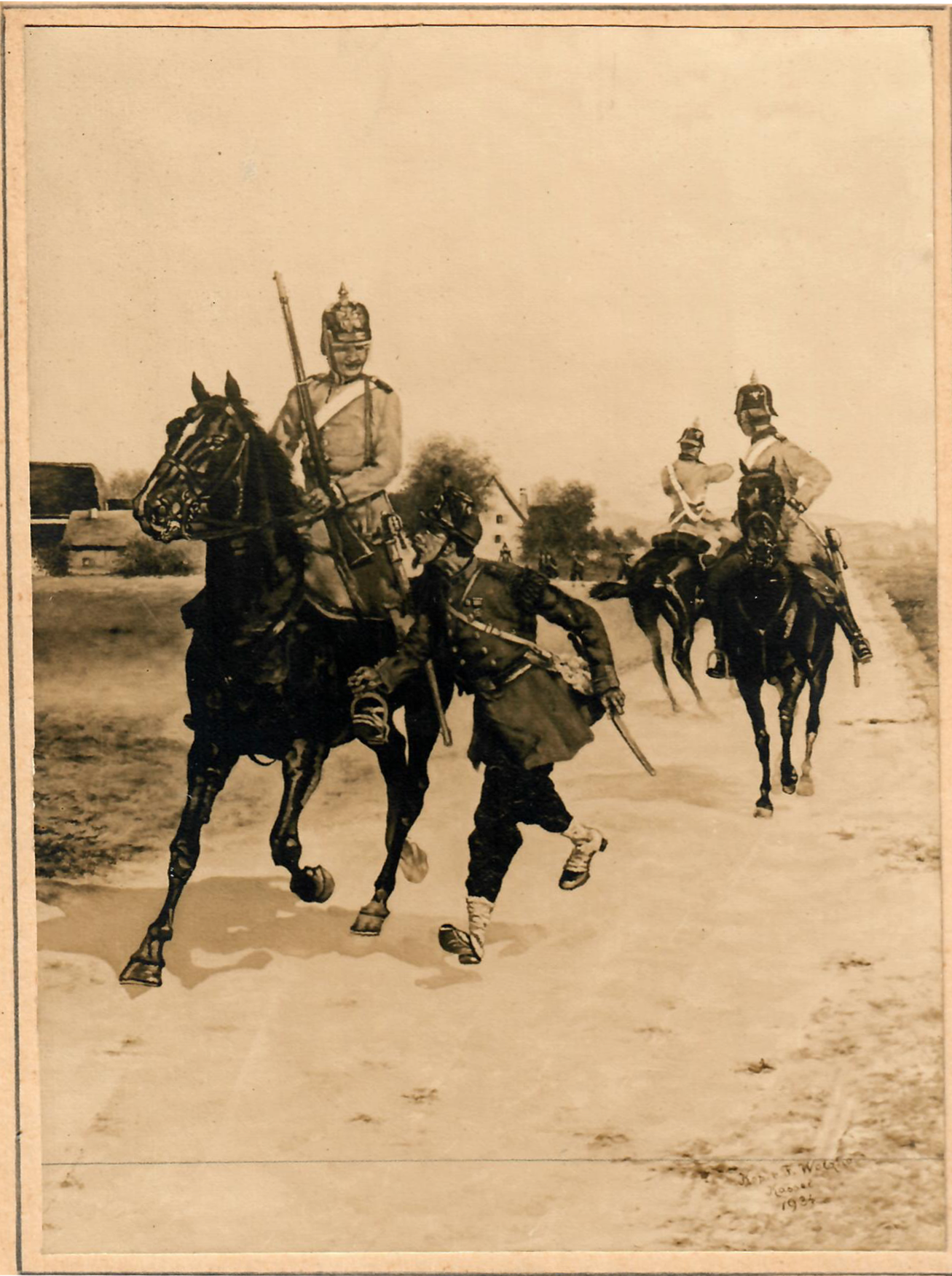
Illustration: Der erste französische Gefangene im Deutsch-Französischen Krieg 1870/1871 in Bebelsheim. Die Illustration wurde 1935 vom Sohn des damaligen Divisionskommandeur Bebelsheim überreicht.

Bebelsheim ist ein Ortsteil und Gemeindebezirk der Gemeinde Mandelbachtal. Der Ort liegt im Saarpfalz-Kreis im Saarland.

## Geographie

### Lage
Bebelsheim liegt im südlichen Teil des Biosphärenreservats Bliesgau im Saarpfalz-Kreis im Saarland. Der Ort liegt zu beiden Seiten des Mandelbachs, der sein Wasser bei Aßweiler sammelt und bei Habkirchen der Blies zuführt. Die Gemarkung, stark hügelig, trägt landwirtschaftlichen Charakter.

### Klima
Das Klima ist atlantisch beeinflusst. Der durchschnittliche Jahresniederschlag beträgt 786 mm, die regenärmste Zeit liegt in den Frühjahrsmonaten. Die mittlere Jahrestemperatur beträgt 9 °C. Das langjährige Temperaturmittel sinkt selbst im Januar nicht unter 0 °C. Die vorherrschende Windrichtung ist West/Südwest. Das Bioklima ist reizmild bis reizschonend.

## Geschichte
Der Ort wurde erstmals 1223 urkundlich erwähnt. Durch Funde nachgewiesen, geht der Ursprung aber viel weiter zurück. So fand man im Mühlenbach – Flurstück Heidenkeller – Mauerreste von römischen Siedlungen, Hohl- und Plattziegel, und auf dem Flurstück „Ackerglamm“ im Magerbachtal eiserne Wagenteile, Münzen und verschiedene geschmiedete Rundeisen.
Im Mai 1991 begann man zwei keltische Hügelgräber im Bebelsheimer Wald auszugraben. Der Archäologische Verein hat Knochen- und Keramikfunde, die wahrscheinlich aus der Bronzezeit (ca. 700 v. Chr.) stammen, sichergestellt.
Das Dorf Bebelsheim ist eine Gründung der fränkischen Landnahmezeit und gehörte mit den benachbarten Bliesgauorten zum alten Hundertschaftsgericht am „Ormesheimer Berg“, das zu Beginn des 13. Jahrhunderts im Einflussbereich der Grafen von Blieskastel lag. Der Namensbestandteil „-heim“ ist typisch für Dörfer, die während der fränkischen Landnahme im 6. – 7. Jahrhundert besiedelt wurden. Dabei stammt der Name Bebelsheim aus dem althochdeutschen Rufnamen „Babilin“ und bedeutet so viel wie „Heim des Babilin“. Nach dem Übergang der Grafschaft Blieskastel an Kurtrier hatten die Kurfürsten und Erzbischöfe von Trier die Landeshoheit und die halbe Hochgerichtsbarkeit in Bebelsheim.
Nach Bebelsheim nannte sich eine Familie des niederen Adels: Die Ritter und Edelknechte von Bebelsheim. Diese Ritter von Bebelsheim, die von 1223 bis 1444 in Urkunden erscheinen, waren vor allem als Burgmannen im Dienste der Grafen von Saarbrücken-Commercy, aber auch im Dienste anderer Herrn, z. B. in Kirkel, tätig. Der bemerkenswerte Turm der Kirche St. Margaretha (Rundturm aus verputztem Bruchsteinmauerwerk) stammt aus 11./12. Jahrhundert und diente ursprünglich wahrscheinlich anderen Zwecken, vermutlich war er Bestandteil eines befestigten Hauses der sich nach Bebelsheim nennenden Ritter, ähnlich wie in Erfweiler.
Bebelsheim wurde im Dreißigjährigen Krieg fast völlig zerstört und kam 1660 mit der Herrschaft Blieskastel an die Herren von der Leyen.
Der Grad der totalen Zerstörung im letzten Weltkrieg betrug etwa 72 %, der Rest war stark beschädigt (dadurch fast keine alte Bausubstanz vorhanden). Nur wenige Häuser wurden beim Wiederaufbau im alten Stil errichtet.
Am 1. Januar 1974 wurde Bebelsheim in die neue Gemeinde Mandelbachtal eingegliedert.

## Religion

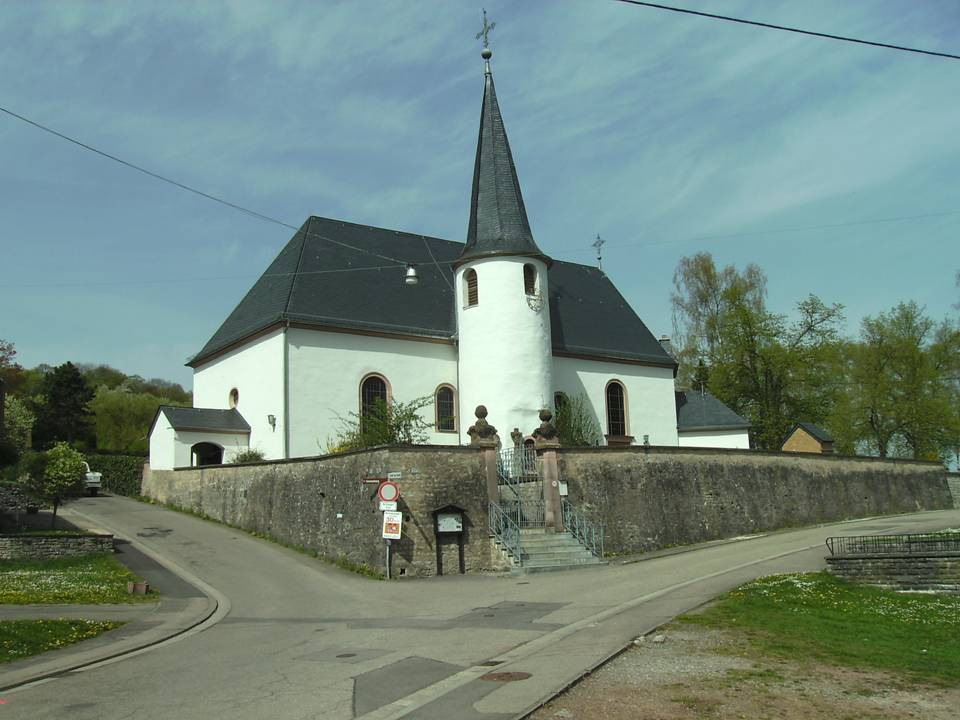
Katholische Pfarrkirche St. Margaretha mit Rundturm

Bebelsheim ist größtenteils katholisch. Die katholische Pfarrei St. Margaretha gehört zum Pfarrverband Blieskastel des Dekanats Saarpfalz im Bistum Speyer. Die evangelischen Christen gehören zur Protestantischen Kirchengemeinde Ensheim, die über eine Kirche in Ormesheim verfügt, in der mindestens einmal im Monat Gottesdienste stattfinden.
Das Brudermannsfeld in Bebelsheim war der Überlieferung nach der Standort, an dem sich das Wunder von Brudermannsfeld ereignet haben soll, auf das die Gründung des benachbarten Klosters Gräfinthal zurückgehen soll. Das Brudermannsfeld ist bis heute Ziel von katholischen Prozessionen und Pilgerwallfahrten.

## Politik

### Ortsrat
Sitzverteilung im Ortsrat
- CDU 7 Sitze
- SPD 2 Sitze

### Ortsvorsteher
Ortsvorsteher seit 2019 ist Bertram Nagel, er wurde am 3. Juli 2024 in seinem Amt bestätigt. (CDU)
Davor begleitete Werner Untersteller (CDU) 25 Jahre lang das Amt des Ortsvorstehers.

### Wappen
Blasonierung: Unter goldenem Schildhaupt, darin drei rote Eisenhüte, in Blau ein mit einem durchgehenden roten Kreuz belegter silberner Pfahl, begleitet rechts von einem silbernen Kleeblattfußspitzkreuz und links von einem silbernen Rundturm mit eingebogenem Kegeldach, einem Fenster und einer Tür. (Entwurf: Horst Kohler / Heinz Spies)
Das Wappen wurde durch Gemeinderatsbeschluss vom 6. Februar 1984 geschaffen. Die bis 1973 selbstständige Gemeinde Bebelsheim führte kein Wappen.
Die drei roten Eisenhüte im goldenen Schildhaupt stehen für die Ritter und Edelknechte von Bebelsheim. Im dreigespaltenen Teil des Schildes wird mit dem silbernen Pfahl im blauen Feld und dem roten Kreuz auf die Landeshoheit von Blieskastel, von Kurtrier und der von der Leyen hingewiesen. Das silberne Kleeblattfußspitzkreuz stammt aus dem Wappen der Grafen von Saarbrücken-Commercy, während der Rundturm für die Bebelsheimer Kirche steht.

## Kultur und Sehenswürdigkeiten

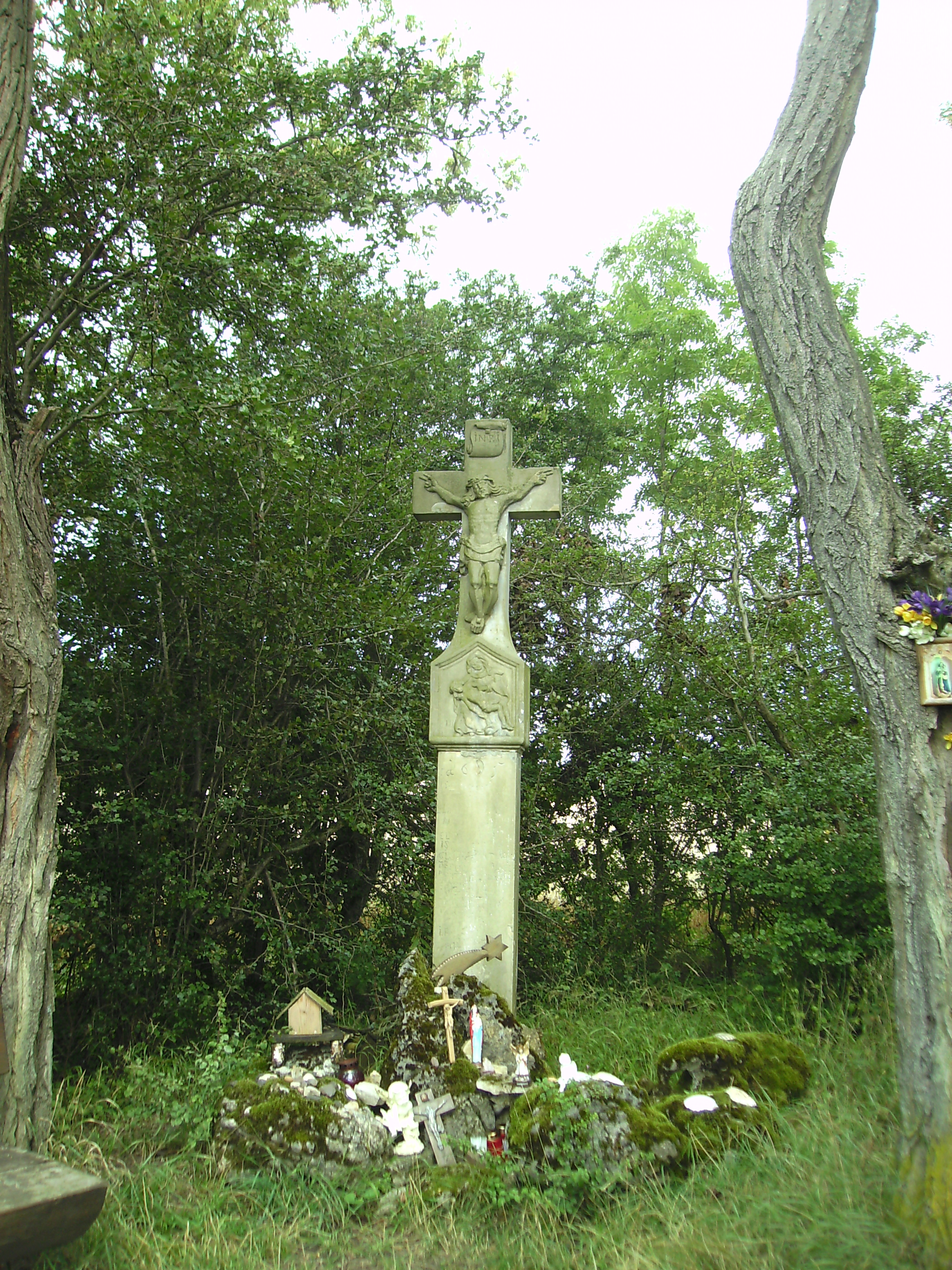
Wegekreuz von Brudermannsfeld (18. Jahrhundert)

Sehenswürdigkeiten in Bebelsheim sind die katholische Pfarrkirche St. Margaretha mit Rundturm (siehe auch St. Markus (Reinheim)) aus dem 12. Jahrhundert, historische Wegekreuze aus dem 18. Jahrhundert sowie Bauernhöfe aus den 1940er Jahren, die in der Denkmalliste des Saarlandes als Einzeldenkmale aufgeführt sind.
Auch sehenswert ist das außerhalb der Ortslage am Jakobsweg gelegene Brudermannsfeld mit einem 1695 errichteten Wegekreuz. Stifter des Kreuzes war wohl Wilhelm Glocker, Prior des Klosters Gräfinthal.
Weitere Sehenswürdigkeiten in der Umgebung: das Kulturlandschaftszentrum „Haus Lochfeld“ (auf der Gemarkung von Wittersheim), der Optische Telegraf (auf der Gemarkung von Biesingen), die Naturbühne Gräfinthal (auf der Gemarkung von Bliesmengen-Bolchen) und das Haus der Dorfgeschichte in Bliesmengen-Bolchen.

### Regelmäßige Veranstaltungen
- Kappensitzungen des KV Bebelsheim
- Maibaumstellen am letzten Samstag im April
- Feuerwehrfest am Vatertag
- Bärlauchfest an der Jungholzhütte
- Bürgerfest am Margarethentag
- Kirb (Kirmes/Kirchweihfest)
- Bebelsheimer Adventsfenster

### Vereine und Verbände
- Fußballclub: Spielvereinigung SVG Bebelsheim-Wittersheim e. V.
- Schützenverein 1984 Bebelsheim-Wittersheim e. V.
- Hundesportverein Bebelsheim e. V.
- Junge Union
- Musikverein Wittersheim-Bebelsheim e. V.[7]
- Heimatfreunde Bebelsheim e. V.[8]
- Kirchenchor der Pfarrei  St. Margaretha Bebelsheim
- Gospelchor Body & Soul[9]
- Karnevalverein Bebelsheim e. V. (KVB)[10]
- Jugendclub Bebelsheim
- Freiwillige Feuerwehr Mandelbachtal, Löschbezirk Bebelsheim[11]
- Ortsverein des Islandpferde-Reiter- und Züchterverbandes „IPZV Mandelbachtal e. V.“
- Kneipp-Verein Wittersheim-Bebelsheim e. V.

## Wirtschaft und Infrastruktur
Bebelsheim ist ein ausgesprochener Wohn- und Pendlerort. Die meisten Berufstätigen arbeiten als Auspendler in den Regionen von Saarbrücken, St. Ingbert und Homburg.

### Verkehr
Durch den Ort verläuft die Bundesstraße 423.

### Öffentliche Einrichtungen
Dorfgemeinschaftshaus, Friedhof, Einsegnungshalle, Katholische Kirche St. Margaretha, Jugendclub, Feuerwehrhaus, Sportheim, Bikepark, Nordic-Walking-Park, Dorfplatz mit großem Kinderspielplatz, Pfarrscheune (ältestes Gebäude in Bebelsheim), Waldfestplatz